# Alyson Annan
Alyson Annan, född den 12 juni 1973 i Wentworthville, Australien, är en australisk landhockeyspelare.
Hon tog OS-guld i damernas landhockeyturnering i samband med de olympiska landhockeytävlingarna 1996 i Atlanta.
Hon tog OS-guld igen i damernas landhockeyturnering i samband med de olympiska landhockeytävlingarna 2000 på hemmaplan i Sydney.
Annan blev 2015 förbundskapten för det nederländska damlandslaget.